# Собор Святого Николая (Хельсинки)
Собор Святого Николая, или просто Кафедральный собор (фин. Helsingin tuomiokirkko, швед. Helsingfors domkyrka) — главная церковь диоцеза Хельсинки Евангелическо-лютеранской церкви Финляндии и домашняя церковь общины прихожан собора. Расположен в Хельсинки в районе Круунунхака на Сенатской площади.

## История
Строительство собора велось по проекту Карла Людвига Энгеля в 1830—1852 годах, по инициативе русского царя Николая I параллельно со строительством в Петербурге Исаакиевского собора, с которым Хельсинкский имеет некоторые сходства.
В 1842 году в Гельсингфорсе торжественно отмечалось двухсотлетие Александровского университета. А поскольку его парадный зал не мог вместить всех собравшихся (более 3000 человек), то «центромъ торжественныхъ обрядовъ назначена была находящаяся близъ университета Николаевская церковь, уже почти совершенно готовая, но ещё не освящённая. … Изъ Николаевскаго храма процессія, а съ нею и большая часть публики отправилась въ старую лютеранскую церковь, находящуюся въ довольно отдаленной части города…»
Храм был торжественно открыт 15 февраля 1852 года. Собор посвящён святому Николаю — небесному покровителю царствующего императора Николая I, и получил название церковь Св. Николая (фин. Pyhän Nikolauksen Kirkko).

Лютеранская церковь Св. Николая на гранитной скале — въ византійскомъ стиле, съ 5 главами ярко голубого цвета. Внутри есть напрестольный образъ (Положеніе во гробъ) раб. Неффа. 
Өедоръ Ильичъ Булгаковъ — 1886

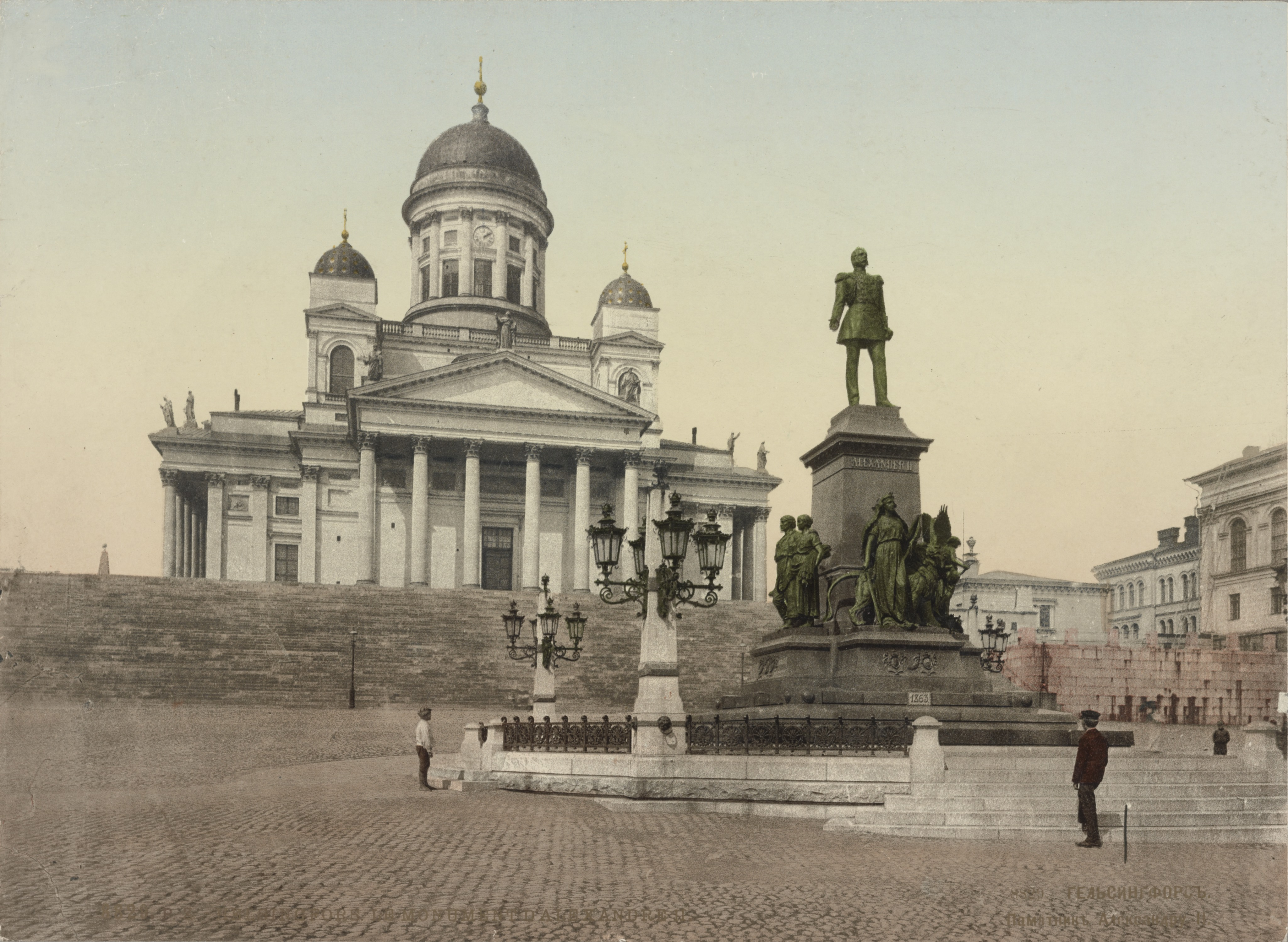
Кафедральный собор в 1896 году. Фотохром Петра Павлова

Император Николай II повелел украсить храм выплавленными из цинка скульптурными изображениями апостолов.
После обретения Финляндией независимости в 1917 году храм получил название Сууркиркко (фин. Suurkirkko, Большая церковь).
В 1952 году, в один год с Олимпиадой в Хельсинки, отмечался 100-летний юбилей храма. Начал действовать хор мальчиков Cantores Minores («Канторес Минорес»).
В 1959 году был образован диоцез Хельсинки, после чего храм стал называться Хельсинкским собором (фин. Helsingin tuomiokirkko).
Ежегодно 6 декабря, в День независимости Финляндии, в полдень в соборе проходит экуменическое богослужение с участием президента республики и членов Государственного совета.